# オノンディ人
- オノイド人
- オノンド人

オノンディ人（オノンディじん、英：Onoid, 露：Ононди）は、ロシアのヤナ川の中流域と上流域に居住し、ユカギール語のヤン方言（デトキル方言）を話した。失われたユカギール12部族の一つで、現在は存在していない。

## 概要
17世紀後半のヤサク（現物税徴収）に関する書籍によると、オノンディはゼリャン氏族（Зельянского рода）のユカギールとして登場する。オノンディは「強盗」を「力ずくで奪う」等を意味するという。